# Kim Sang-pil
Đây là một tên người Triều Tiên, họ là Kim.
Kim Sang-pil (tiếng Hàn: 김상필; sinh ngày 26 tháng 4 năm 1989) là một cầu thủ bóng đá Hàn Quốc thi đấu ở vị trí trung vệ cho Asan Mugunghwa ở K League 2.

## Sự nghiệp
Kim gia nhập đội bóng tại K League Classic FC Seoul năm 2013, nhưng không ra sân trận nào.
Anh chuyển đến Daejeon Citizen vào tháng 1 năm 2014.
Anh ký hợp đồng với Chungju Hummel trước khi mùa giải 2016 khởi tranh.